# Theodor Gunzert
Theodor Gunzert (* 19. Juli 1874 in Seckenheim; † 26. Juli 1964 in Heidelberg) war ein deutscher Jurist, Kolonialbeamter und Geheimer Regierungsrat.

## Leben
Gunzert war der Sohn des gleichnamigen Kaufmanns und der Emilie Gunzert, geborene Vonck. Er besuchte das Humanistische Gymnasium in Mannheim, studierte im direkten Anschluss von 1892 bis 1896 Rechtswissenschaft in Heidelberg und Berlin. In Heidelberg wurde er Mitglied der Verbindung Rupertia.
Das erste juristische Examen legte Gunzert im April 1896 ab, das zweite im Mai 1899. Nach Aufenthalten in Frankreich und England ging er in den regionalen öffentlichen Dienst und wechselte 1901 in den Reichskolonialdienst des Auswärtigen Amtes.
Ab 1902 war er erst Bezirksrichter in der Hauptstadt der Kolonie Deutsch-Ostafrika Daressalaam, anschließend ab 1904 in Tanga. In diesem Jahr führte er gemeinsam mit Carl Uhlig und Fritz Jaeger eine Expedition in den Kolonien durch. Von 1905 bis 1906 war er Verwalter des Pangani-Distrikts. Als Bezirksamtmann von Mwanza war er von 1907 bis 1916 tätig. Zu dieser Zeit wurde ein Haus gebaut, welches als Gunzert House bezeichnet, heute noch existiert. Während seiner Amtszeit beließ er die Häuptlinge in ihren Stellungen und schaffte so zwar eine Instanz von Ansprechpartnern für die Bevölkerung, aber setzte auf Sklavenarbeit und Hinrichtungen durch den Strang als Mittel der Bezirksführung. Er verfasste ab 1910 auch Veröffentlichungen über seine Zeit dort.
Während des Ersten Weltkriegs kämpfte er in Ostafrika und war von 1916 bis 1919 in britischer Kriegsgefangenschaft.
Nach seiner Kriegsgefangenschaft kehrte er nach Deutschland zurück, wurde Geheimer Regierungsrat und vertrat bis 1924 in der Stellung eines Direktors das Amt als ständiger Vertreter des Generaldirektors in der Reichsrücklieferungskommission. Von 1924 bis 1936 war er Vorsitzender der Spruchkammer Heidelberg und bis 1936/1939 in der Kolonialabteilung des Auswärtigen Amtes tätig. Während des Zweiten Weltkriegs wurde er kurzzeitig in diesen Posten zurückberufen. Zudem war er bis 1954 als Rechtsanwalt tätig.
Zu seiner Entnazifizierung sagte er, dass sein Mitwirken eine „patriotische Pflichtübung“ war. Ab 1945 lebte er in Heidelberg.
Er wurde mit dem Roten Adlerorden der IV. Klasse ausgezeichnet.
Aus seiner 1913 geschlossenen Ehe mit Elisabeth Wille, der Tochter des Historikers Jakob Wille, gingen zwei Söhne hervor. Einer davon ist der Professor Gerhard Gunzert (* 1920).
Es existiert eine umfassende Sammlung von Briefen zwischen Käthe Hadlich, eine Bekannte der Ehefrau, welche später durch Theodor Gunzert juristisch unterstützt wurde, und Eduard Spranger, welche die Zeit der Familie zwischen 1920 und 1956 beschreibt. Im Oktober 1925 schreibt Hadlich: „Was hattest Du denn von Theodor Gunzert, dem langen, schwarzen Afrikaner für einen Eindruck? Er schrieb seiner Mutter, daß er völkisch gewählt habe, aus Opposition gegen die D. N., weil sie den Schwindel von Locarno garnicht hätten mitmachen dürfen. Ob er durch seine Stellung wohl irgend mehr Einblick hat als andre?“ Von Eduard Spranger wird er 1955 als Dr. Gunzert bezeichnet ohne das ein Beleg für eine Doktorarbeit zu finden ist.
Er erkrankte u. a. 1949 schwer, erholte sich aber immer wieder. Z. B. heilte 1949 erst eine Venenentzündung und Lungenembolie ab, dann folgte eine Rippenfellentzündung. 1956 folgte ein Oberschenkelhalsbruch.

## Publikationen (Auswahl)
- Native communities and native participation in the government of German East Africa, 192X
- Die Landwirtschaft der Deutschen in Ostafrika, 1929
- Die Rechtslage in Kamerun und Ostafrika unter Mandat und Anregungen für die künftige deutsche Verwaltung, 1937.
- Die Rechtsentwicklung in Deutsch-Ostafrika unter britischem Mandat, Junker und Dünnhaupt, 1938
- Kolonialprobleme der Gegenwart, E. S. Mittler & Sohn, 1939
- Memoirs of Theodore Gunzert, administrative officer in German East Africa and later in charge of East African Affairs at the German Foreign Office[19], Tanzania Notes and Records, 66, S. 171 bis S. 179